# Pride Fighting Championships
Pride Fighting Championships (Pride nebo Pride FC ve zkratce) byla největší organizace Mixed martial arts (MMA, Smíšená bojová umění) na světě se sídlem v Japonsku. Jeho inaugurační akce se konala v Tokyo Dome 11. října 1997.
Pride konalo více než šedesát MMA akcí. Jako jedna z nejpopulárnějších organizací MMA na světě během deseti let provozu, Pride vysílalo asi 40 zemí po celém světě.
V březnu 2007, Dream Stage Entertainment prodal Pride k Lorenzovi Fertittaovi a Frankovi Fertittaovi III,
vlastníkům Zuffa, která vlastní Ultimate Fighting Championship (UFC).